# Famille van de Werve
 (janvier 2021).
Si vous disposez d'ouvrages ou d'articles de référence ou si vous connaissez des sites web de qualité traitant du thème abordé ici, merci de compléter l'article en donnant les références utiles à sa vérifiabilité et en les liant à la section « Notes et références ».
La famille van de Werve fait partie de la noblesse belge. Elle est l'une des plus vieilles familles encore existantes de la noblesse anversoise.

## Histoire

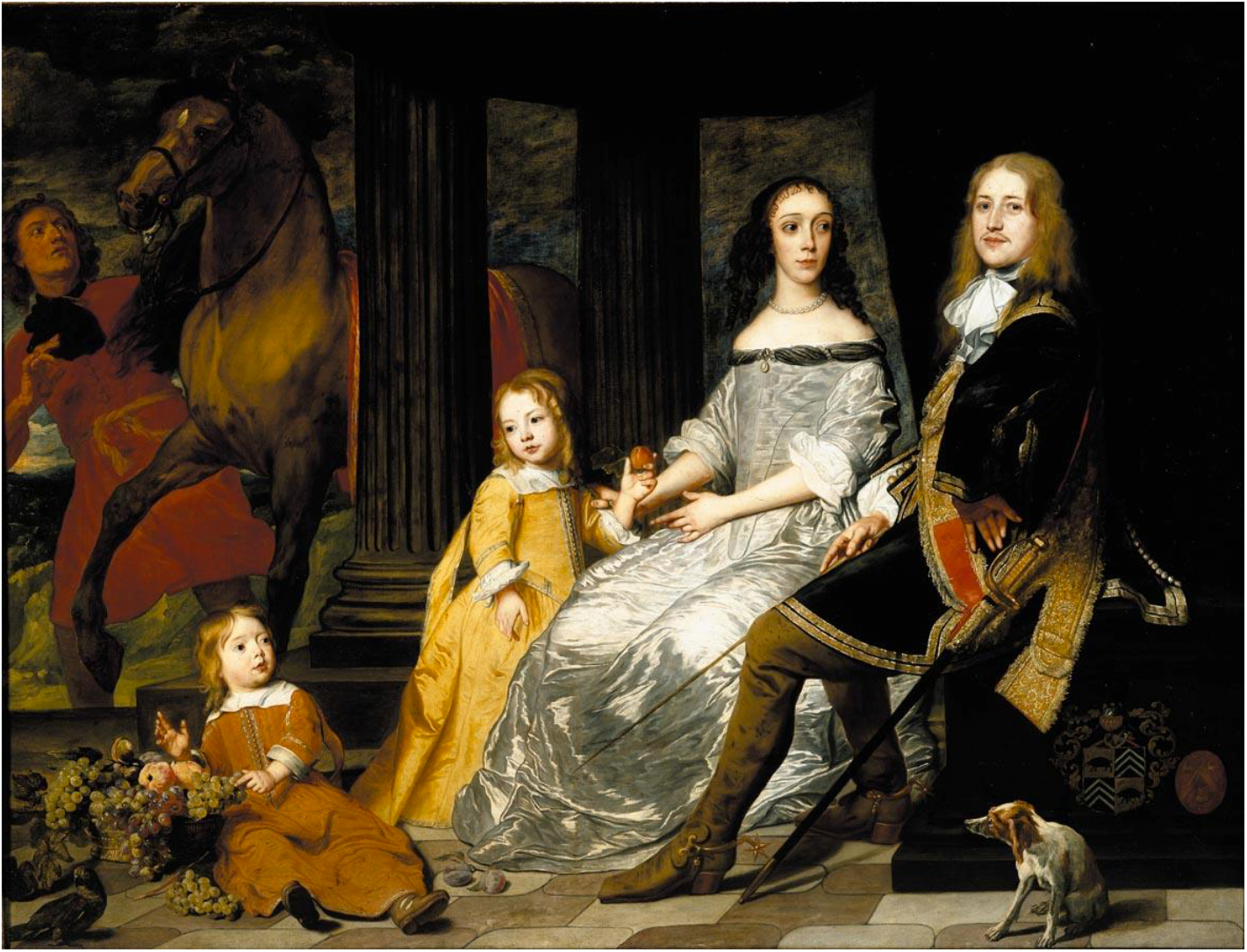
Philippe van de Werve, son épouse et deux de leurs enfants (1628-1715). Peint par Pieter Thijs (disciple de Van Dyck)

Dès 1225, apparaît un certain Willelmus de Littore, échevin d'Anvers qui fait alors usage d'un sceau scabinal portant trois chevrons. On retrouve sa trace dans d'autres actes de la même époque sur lesquels il signe Willelmus de Werve. Il s'agit là plus que probablement d'un ascendant des van de Werve actuels dont la filiation ininterrompue remonte à Jean van de Werve, échevin lui aussi, cité en 1299[réf. souhaitée], dont le fils, lui aussi prénommé Jean, reçut, au cours de son échevinat, en 1338, le roi Édouard III d'Angleterre accompagné de Jacques van Artevelde. 

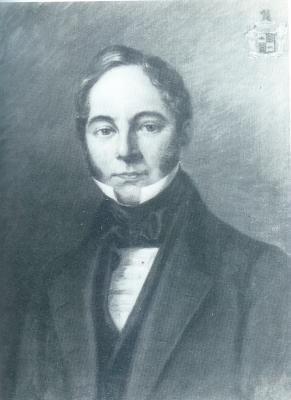
Louis-Paul van de Werve, comte de Vorselaar

Les van de Werve sont restés sédentaires durant plusieurs siècles et ont occupé de nombreuses fonctions publiques. On dénombre ainsi, au cours du temps, une cinquantaine d'échevins, pas moins d’une vingtaine de bourgmestres, six ammans, six écoutêtes, deux margraves du Pays de Ryen et plusieurs gouverneurs, sans compter les van de Werve qui ont été drossarts, trésoriers, ou ont rempli d'autres fonctions dans la Magistrature anversoise. 
Actuellement les van de Werve se divisent en trois branches distinctes, bien qu’ayant toutes la même origine et les mêmes aïeux, en l'occurrence Louis-Paul van de Werve, Comte de Vorselaer (1791-1850): 
- la branche aînée, les van de Werve de Vorselaar,
- les puînés, les van de Werve de Schilde,
- la branche cadette, les van de Werve d'Immerseel.

Depuis 1970, une association familiale regroupe tous les membres de la famille van de Werve.

## Titres
Les membres de la famille van de Werve ont porté à plusieurs reprises, depuis le XIIIe siècle, le titre personnel de chevalier. et ils ont été seigneurs de nombreuses seigneuries dont celle d'Urk (Flevoland) aux Pays-Bas et celle d'Hovorst près d'Anvers.
Ils portent (et ont porté) aussi plusieurs titres héréditaires:
- Vicomtes d'Immerseel (1686)
- Vicomtes van de Werve d'Immerseel (1934)
- Barons de Wavrans (1711)
- Barons de Schilde (1764)
- Barons van de Werve de Schilde (1933)
- Barons de Lichtaart (1767)
- Barons de Rielen (1767)
- Comtes de Vorselaar (1768)
- Comtes van de Werve de Vorsselaer (1877)

## Armes

Armes

Les armes des van de Werve sont les mêmes que celles des communes de Vorselaar, Schilde, Lichtaert et Rielen, à savoir écartelé : 
- 1 et 4 d'or au sanglier passant de sable
- 2 et 3 de sable à trois chevrons d'argent

## Quelques représentants

### Comtes de Vorselaar, (barons de Lichtaert et de Rielen) (1767)

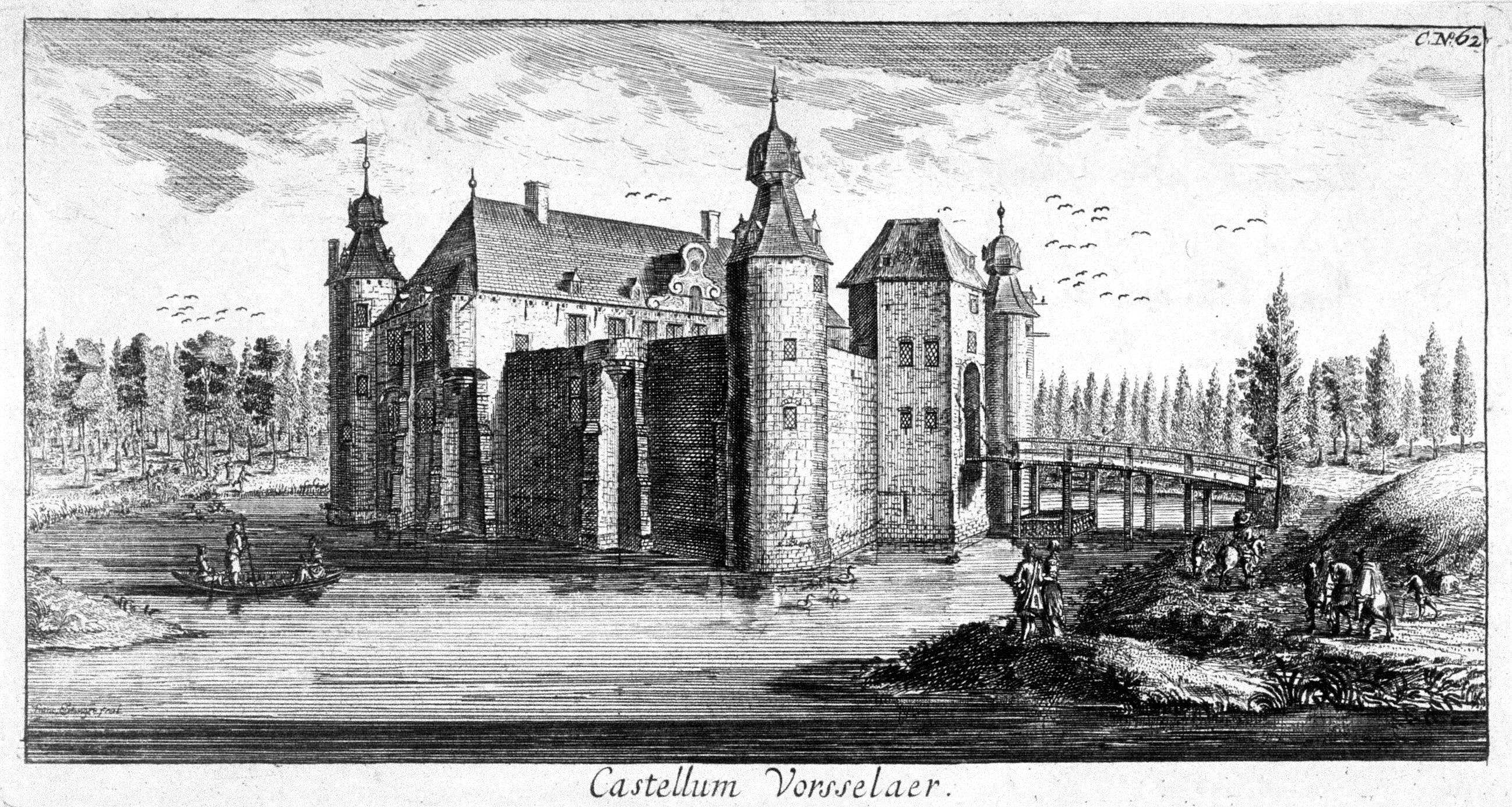
Gravure du château de Vorselaar vers 1678

- Charles-Philippe van de Werve (1706-1776)
- Charles-Bernard van de Werve (1740-1813)
- Charles-Augustin van de Werve (1786-1862)
- Louis-Paul van de Werve (1791-1866)
- Philippe-Marie van de Werve (1819-1884)
- René-Philippe van de Werve (1850-1911)
- Léon-Philippe van de Werve de Vorselaar (1851-1920)
- Fernand van de Werve de Vorselaar (1879-1958)
- Jacques van de Werve de Vorselaar (1915-)
- Léon van de Werve de Vorselaar (1951-)

### Barons de Schilde (1711 puis 1764)

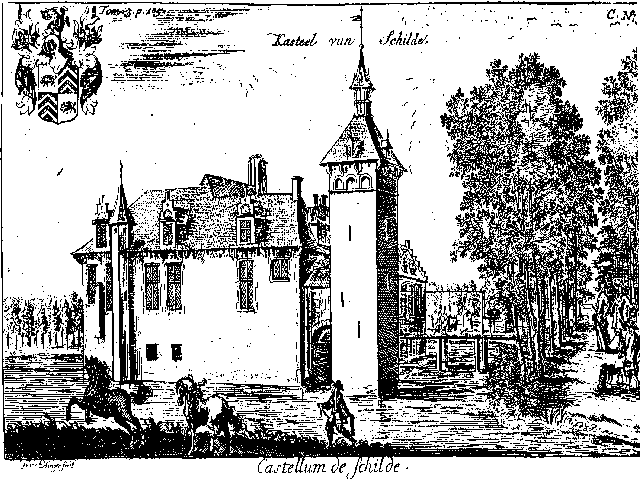
Gravure du château de Schilde vers 1678

- Charles-Henri van de Werve (1672-1721)
- (Jeanne de Pret)
- Philippe-Louis van de Werve (1748-1834)
- Jacques van de Werve (1793-1845)
- Henri van de Werve et de Schilde (1844-1923)
- Gaston van de Werve et de Schilde (1867-1923)
- Adelin van de Werve de Schilde (1868-1939)
- Henri van de Werve de Schilde (1895-1945)
- Alfred van de Werve de Schilde (1896-1963)
- Jean van de Werve de Schilde (1897-1965)
- Étienne van de Werve de Schilde (1924-1995)
- Albert van de Werve de Schilde (1936-2009)
- Johan van de Werve de Schilde (1968 -)

### Vicomtes d'Immerseel (1686)
- Guillaume-Raymond van de Werve (1657-1711)
- Louis van de Werve d'Immerseel (1859-1943)
- Gaëtan van de Werve d'Immerseel (1897-1985)
- Hervé van de Werve d'Immerseel (1921-2013)
- Olivier van de Werve d'immerseel (1947-)

### Autres
- Nicolas van de Werve "le Vieux" (1350-1431)
- André van de Werve de Vorsselaer (1908-1984)